# Bertrand Lacy
 (juillet 2019).
Si vous disposez d'ouvrages ou d'articles de référence ou si vous connaissez des sites web de qualité traitant du thème abordé ici, merci de compléter l'article en donnant les références utiles à sa vérifiabilité et en les liant à la section « Notes et références ».
Bertrand Penot, dit Bertrand Lacy, est un comédien, musicien, peintre, auteur et metteur en scène français, né le 18 juin 1957 à Blois (Loir-et-Cher).

## Biographie

### Enfance et formation
Bertrand Penot naît le 18 juin 1957 à Blois, dans le Loir-et-Cher, avant de vivre son enfance à Orléans (Loiret). En 1959, ses parents s'y installent pour tenir un magasin de papeterie, dans la rue Jeanne-d’Arc.
Il suit ses études secondaires au Lycée Pothier, et étudie la guitare et le chant. Il forme un groupe, avec son frère Antoine, et joue dans divers orchestres de la région. En février 1973, il y est repéré par une équipe de l'ORTF ; deux mois plus tard, il part en Nouvelle-Guinée tourner un film-documentaire intitulé Bertrand chez les Papous (1973), réalisé par André Voisin.
Il s'intéresse au théâtre avec quelques camarades orléanais et décide de tenter sa chance à Paris : il entre au cours Périmony, puis à l'ENSATT, en 1977.

### Carrière
En 1978, Bertrand Penot commence sa carrière dans la pièce Les Fourberies de Scapin, avec Francis Perrin, au Théâtre de l'Athénée, à Paris. Il compose et interprète les musiques du spectacle. En 1979, il partage un des rôles principaux du téléfilm Doutchka avec Christophe Lambert et Béatrice Bruno. Il se fait également remarquer en 1988 dans le premier grand feuilleton d'été, Le Vent des moissons.
En 1980, il apparaît à la télévision, dans un épisode de la série Les Héritiers et le téléfilm Le Mariage de Chiffon d'Agnès Delarive, avant de faire une courte apparition dans son premier long métrage Clara et les Chics Types de Jacques Monnet (1981).
En 1985, il modifie son nom en Bertrand Lacy-Penot et le porte pour la première fois dans le téléfilm historique Le Serment de Roger Kahane,.
En 1988, il est Maurice Leclerc, mari infidèle de la riche héritière Nicole Châtel (Pascale Rocard), dans le feuilleton Le Vent des moissons de sept épisodes, réalisé par Jean Sagols, aux côtés d'Annie Girardot et de Jacques Dufilho dans les rôles de sa tante et de son père. La même année, il fait partie de la série allemande Euroflics (Eurocops) dans le rôle de l'inspecteur, puis le commissaire Luc Rousseau, avec Patrick Raynal dans celui du commissaire Nicolas Villars.
Dans les années 1990, il décide d'écrire et de composer des chansons, d'abord pour lui, puis il les interprète avec Luc Lavandier, avec lequel il forme un duo de 1994 à 2001.
En 1993, il tient le rôle de Œil de lynx dans la série Fantômette, d'après la série de romans jeunesse signée Georges Chaulet.
En 1999, son envie d'explorer davantage le pousse vers les arts plastiques et la peinture. À partir de 2006 il expose régulièrement ses travaux (notamment à la Halle Saint-Pierre à Paris).
Au début des années 2000, il décide d'écrire des chansons pour d'autres interprètes (Rencontres d'Astaffort 2003), il monte divers tours de chant pour Aleksandra Poplawska, Céline Déhel-Devezeaux, Sandrine Régot, Amala Landré et pour Noémie Bianco.
En 2009, un éditeur (Altamira) lui propose d'éditer un ouvrage sur son travail de plasticien (Brouillon de lune).
En 2012, il écrit, avec Luc Lavandier, interprète et met en scène Le Bal des zingues, qui deviendra Les Zingues (Théâtre des Blancs-Manteaux, Paris 2012-2013). De 2016 à 2018, il coécrit, compose et accompagne le tour de chant de Noémie Bianco.
En 2014, il fonde puis préside l'Association La rue Blanche - ENSATT (jusqu'en décembre 2018).
Il écrit plusieurs pièces pour le théâtre de 2013 à 2020. En novembre 2018, les éditions L'Harmattan font paraître sa pièce L'Homme sans vagin. Elle sera suivie en février 2020 par L'obsolescence des sentiments chez le même éditeur, puis en 2022, la pièce Frelonnes.

### Vie privée
En 1978, à 20 ans, Bertrand Lacy devient papa et se marie[Qui ?]. Il a trois enfants, Karen (1978), Samson (1984) et Edwyn (1999)[réf. nécessaire].

## Filmographie

### Cinéma

#### Longs métrages
- 1981 : Clara et les Chics Types de Jacques Monnet
- 1986 : Le Débutant de Daniel Janneau : Victor
- 1988 : Trois places pour le 26 de Jacques Demy : Steve Larsenal
- 1990 : Les Dames galantes de Jean-Charles Tacchella : Laurenzio, valet de Brantôme
- 1992 : L'Homme de ma vie de Jean-Charles Tacchella : Nicolas
- 1999 : Les gens qui s'aiment de Jean-Charles Tacchella : le physiothérapiste
- 2002 : Le Démon de midi de Marie Pascale Osterrieth : le banquier
- 2009 : Envoyés très spéciaux de Frédéric Auburtin : Ravier
- 2009 : La Sainte Victoire de François Favrat : le président de l'Assemblée nationale
- 2015 : Une histoire de fous de Robert Guédiguian : le chirurgien
- 2017 : Au bout des doigts de Ludovic Bernard : le médecin

### Télévision

#### Téléfilms
- 1980 : Le Mariage de Chiffon d'Agnès Delarive
- 1981 : Doutchka de Jean-Paul Sassy
- 1983 : Le Prix de la terre de Michel Subiela : Laurent
- 1985 : Le Pantin immobile de Michel Guillet : Jean-Louis
- 1985 : Le Serment de Roger Kahane : Thomas[4]
- 1986 : Une femme innocente de Pierre Boutron : le neveu
- 1999 : Brigade des mineurs de Michaëla Watteaux : Daniel Solovsky
- 2000 : Marie Tempête de Denis Malleval : Jean-Yves
- 2003 : Poil de Carotte de Richard Bohringer : Dr André
- 2006 : L'Homme de sa vie de Laurence Katrian : Pierrot
- 2013 : Le Temps du silence de Franck Apprédéris : Frager
- 2017 : La Bête curieuse de Laurent Perreau : Michel

#### Séries télévisées
- 1980 : Les Héritiers : un ami de Béatrice (épisode On ne meurt que deux fois)
- 1982 : Paris-Saint-Lazare (mini-série)
- 1987 : Maguy : le serveur (saison 2, épisode 18 : L'homo, ça pince)
- 1988 : Le Vent des moissons : Maurice Leclerc (mini-série)
- 1988-1994 : Euroflics (Eurocops) : l'inspecteur, puis le commissaire Luc Rousseau (9 épisodes)
- 1990 : Héritage oblige : Serge
- 1993 : Fantômette : Œil de lynx (21 épisodes)
- 1995 : Highlander : Dr Chandon (saison 3, épisode 18 : Testimony)
- 1997 : Un et un font six : Steve (saison 1, épisode 2 : Ça passe ou ça casse)
- 1997 : Le Juste : Houdard (2 épisodes)
- 1998 : Le JAP, juge d'application des peines : Bercot (saison 1, épisode 8 : Le Dernier Round)
- 1998-1999 : Au cœur de la loi : Loublié  (6 épisodes)
- 1999 : Sous le soleil : Dr Fournier (saison 4, épisode 33 : La Peur au ventre)
- 1999 : Julie Lescaut : le chef d'atelier (saison 8, épisode 2 : Interdit au public)
- 1999 : Manatea, les perles du Pacifique (2 épisodes)
- 2000 : Les Vacances de l'amour (saison 4, épisode 12 : Des espoirs)
- 2000 : Joséphine, ange gardien : l'homme du bar (saison 4, épisode 4 : Pour l'amour d'un ange)
- 2001 : Fabien Cosma : Benoît Tardieux (saison 1, épisode 1 : Antidote)
- 2001 : Sauveur Giordano : Savoye (saison 1, épisode 1 : Femme en danger)
- 2003 : PJ : Vidal (saison 7, épisode 5 : Sauvetage)
- 2003 : Fred et son orchestre : Jean-Michel (saison 1, épisode 3 : Roméo et Juliette)
- 2003 : Malone : le Maître Bachet (saison 1, épisode 5 : La Promesse de l'ours)
- 2004 : Femmes de loi : l'avocat des parties civiles (saison 5, épisode 1 : Intime Conviction)
- 2005 : Joséphine, ange gardien : le chirurgien (saison 9, épisode 2 : Trouvez-moi le prince charmant !)
- 2006 : Avocats et Associés : l'avocat général (saison 14, épisode 6 : Le Coup de grâce)
- 2007 : Plus belle la vie : Jean-François Bogaert (12 épisodes)
- 2007 : Commissaire Valence : François Degueldre (saison 1, épisode 9 : Permis de tuer)
- 2008 : Cellule Identité : Pierre Boucheron (saison 1, épisode 6 : Georges)
- 2009 : Reporters (saison 2, épisode 7)
- 2009 : Ah, c'était ça la vie ! : le cadre de PC (mini-série, 2 épisodes)
- 2010 : RIS police scientifique : Didier Borge (saison 6, épisode 1 : Revivre encore)
- 2011 : Braquo : l'officiel (saison 2, épisode 1 : Les Damnés)
- 2012 : Le Jour où tout a basculé : Charles Baudricourt (saison 2, épisode 9 : Ma fille a démasqué mon Collègue)
- 2012 : Le jour où tout a basculé... à l'audience : Maurin (2 épisodes)
- 2013 : Petits secrets entre voisins : Gilles (saison 1, épisode 30 : Une jeune femme en danger)
- 2016 : Lebowitz contre Lebowitz : le Maître Boirot (saison 1, épisode 8 : Esprit de famille)
- 2019 : Missions : l'employé de Meyer (saison 2, épisode 1 : Aube)

## Théâtre
- 1974 : Les Deux Timides de Labiche, mise en scène de Bertrand Lacy et Patrice Perrault (Théâtre de St-Jean de la Ruelle)
- 1978 : Amour pour amour, mise en scène de Michel Favory (Théâtre de La rue Blanche)
- 1978 : Les Fourberies de Scapin, mise en scène de Pierre Boutron avec Francis Perrin (Théâtre de l'Athénée-Louis Jouvet)
- 1979 : La Fugue, mise en scène de Jean-Claude Brialy avec Arielle Dombasle (Théâtre de la Porte Saint-Martin)
- 1980 : Le Bossu, mise en scène de Michel Le Royer (Cirque d'Hiver à Paris)
- 1981 : A Memphis il y a un homme de Jean Audureau, mis en scène de Henri Ronse (Théâtre de l'Odéon - Comédie Française)
- 1982 : Le Charimari de Pierrette Bruno, mise en scène René Clermont (Théâtre Saint-Georges)
- 1983 : Le Rossignol, mise en scène de Téo Loevendi (Théâtre de Munster)
- 1984 : Les Fourberies de Scapin de Pierre Boutron Festival d'anjou (Angers, Château de Brissac)
- 1985 : Orphée aux Enfers de Jacques Offenbach, mise en scène de René Dupuis (Théâtre Antique du Parc Güell - Barcelone)
- 1986 : Le Menteur de Corneille, mise en scène de Françoise Seigner (Théâtre des Célestins à Lyon / Festival d'Anjou, Château d'Angers)
- 1988 : Le Malade imaginaire, mise en scène de Pierre Boutron avec Michel Bouquet (Théâtre Hébertot / Tournée européenne et française 88-89)
- 1992 : Chantecler, mise en scène de Jean-Paul Lucet (Théâtre antique de Fourvière, Lyon / Théâtre des Célestins)
- 1993 : Notre-Dame-De-Paris, mise en scène de Jean-Paul Lucet (Halle Garnier, Lyon / Théâtre des Célestins)
- 1994 : Athlètes, mise en scène de Jean-Paul Lucet (Vélodrôme du Parc de la Tête d'Or, Lyon / Théâtre des Célestins)
- 1996 : On fait pas ça pour l'argent de Bertrand Lacy et Luc Lavandier, mise en scène de Jean-Pierre Malignon (Théâtre de la Gaité)
- 1998 : Rien, mise en scène de et avec Bertrand Lacy et Luc Lavandier (Théâtre de l'épouvantail)
- 2001-2006 : Les promenades contées, mise en scène de Jean Guichard (Abbaye de Maillezais - Vendée / 6 saisons)
- 2008 : Singuliers-Pluriels, mise en scène de Stéphane Rugraff (Théâtre de Ménilmontant)
- 2012-2013 : Le Bal des Zingues et Les Zingues de Bertrand Lacy, co-écriture de Luc Lavandier, mise en scène de Bertrand Lacy (Théâtre Darius Milhaud / Théâtre des Blancs-Manteaux / Tournée en France)
- 2015-2018 : L'École des femmes, mise en scène de Armand Éloi (Théâtre 14 / Tournée en France)
- 2017-2018 : Tour de chant Amours et autres catastrophes, mise en scène de Thibault Jeanmougin avec Noémie Bianco (Lavoir-Moderne-Parisien, Théâtre Essaïon - Le Kibélé... divers lieux tournée.)

## Publications
- Brouillon de Lune, Altamira, 2009
- L'Homme sans vagin. Fantaisie théâtrale en 10 tableaux, L'Harmattan, 2018
- L'Obsolescence des sentiments, Les Impliqués (L'Harmattan), 2020
- Frelonnes, Théâtres (L'Harmattan), 2022